# Copelatus bacillifer
Copelatus bacillifer är en skalbaggsart som beskrevs av Guignot 1955. Copelatus bacillifer ingår i släktet Copelatus och familjen dykare. Inga underarter finns listade i Catalogue of Life.